# Parasenecio shikokiana
Parasenecio shikokiana là một loài thực vật có hoa trong họ Cúc. Loài này được (Makino) H.Koyama mô tả khoa học đầu tiên năm 1995.